# 권도훈
권도훈(2010년 11월 2일 ~)은 대한민국의 가수다. 2022년 싱글 앨범 [K]로 데뷔했다.

## 방송
- 아침마당 (2021)
- 노래가 좋아 (2021)
- 미스터트롯2 - 새로운 전설의 시작 (2022) - Top73
- 오빠시대 (2023) - Top58

## 음반
- K (2022)
- I (2022)
- N (2022)

## 공연
- 아듀! 2022 제야음악회 - 안동 (2022)

## 수상
- 경상북도 어린이 댄싱 노래 경연대회 노래부문 금상 (2021)
- 안동 낙동강 힐링로드 청소년 콘테스트 대상 (2020)
- 생활음악예술 경연대회 청소년부문 은상 (2020)
- 영남가요제 장려상 (2020)

## 작사/작곡
- 권도훈 <킹받네 (Inst.)> (2022) - 작곡
- 권도훈 <킹받네> (2022) - 작사/작곡